# Jeremy Davies (Exorzist)
Jeremy Davies (* 25. März 1935 in Wimbledon, London; † 5. November 2022 in Fakenham) war ein englischer römisch-katholischer Priester, Arzt und führender Exorzist.

## Biografie
Davies studierte englische Literatur an St Edmund Hall in Oxford und Medizin am St Bartholomew’s Hospital in London. Nach dem Abschluss seines Medizinstudiums 1967 arbeitete er in Missionskrankenhäusern in Guyana, Nigeria und Ghana. Seine Priesterweihe erhielt er 1974. Nach einer viermonatigen Ausbildung in Rom wurde er 1987 zum Exorzisten des Erzbistums Westminster ernannt und führt seither Exorzismen durch.
1993 gründete er unter anderem mit dem italienischen Priester Gabriele Amorth die Internationale Vereinigung der Exorzisten, die inzwischen weltweit etwa 250 Mitglieder zählt. 2008 veröffentlichte die Catholic Truth Society sein Buch zum Thema Exorzismus unter dem Titel Understanding Exorcism in Scripture and Practice.

## Positionen
In seinem Buch zum Thema Exorzismus bezeichnete Jeremy Davies Promiskuität, Homosexualität und Pornografie als Formen der sexuellen Perversion, die zu dämonischer Besessenheit führen können. Er hielt zudem Satan verantwortlich dafür, die meisten säkularen Humanisten bezüglich der „entmenschlichenden Funktionen der Empfängnisverhütung, der Abtreibung und der IVF…“ geblendet zu haben. Extremer säkularer Humanismus, „atheistischer Szientismus“, sei vergleichbar mit „rationalem Satanismus“, wodurch Europa in einen gefährlichen Zustand der Apostasie geführt werde. Nur durch eine ernsthafte persönliche Entscheidung für Christus und die Kirche könne man sich davon trennen.
In seinem Buch warnte Davies auch vor Praktiken des sogenannten New Age und des Okkultismus, Entspannung durch Yoga, Unterhaltung durch Horoskope oder Enneagramme und schließlich vor alternativen Therapien mit Wurzeln in östlichen Religionen, wie zum Beispiel Reiki oder Akupunktur. Offensichtlich okkulte Tätigkeiten wie Séancen oder Hexerei sah er als „direkte Einladungen an den Teufel, die dieser bereitwillig annimmt.“
In einer Buchbesprechung bezeichnete Davies die hinduistische Religion als „eine seltsame Mischung aus Pantheismus und Nihilismus“.